# Gymnadenia rhellicani
Gymnadenia rhellicani är en orkidéart som först beskrevs av Herwig Teppner och Erich Klein, och fick sitt nu gällande namn av Herwig Teppner och Erich Klein. Gymnadenia rhellicani ingår i släktet brudsporrar, och familjen orkidéer. IUCN kategoriserar arten globalt som livskraftig. Inga underarter finns listade i Catalogue of Life.

## Bildgalleri

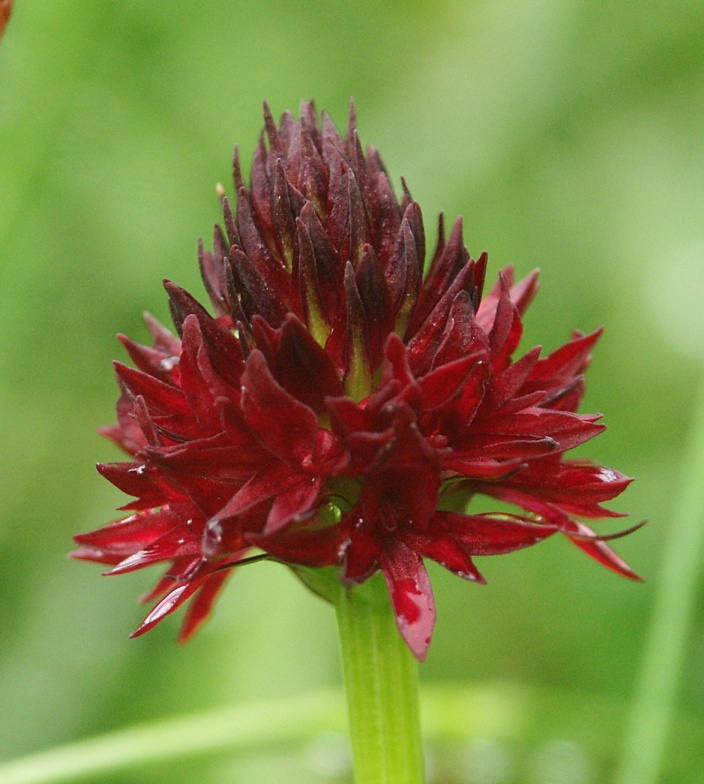
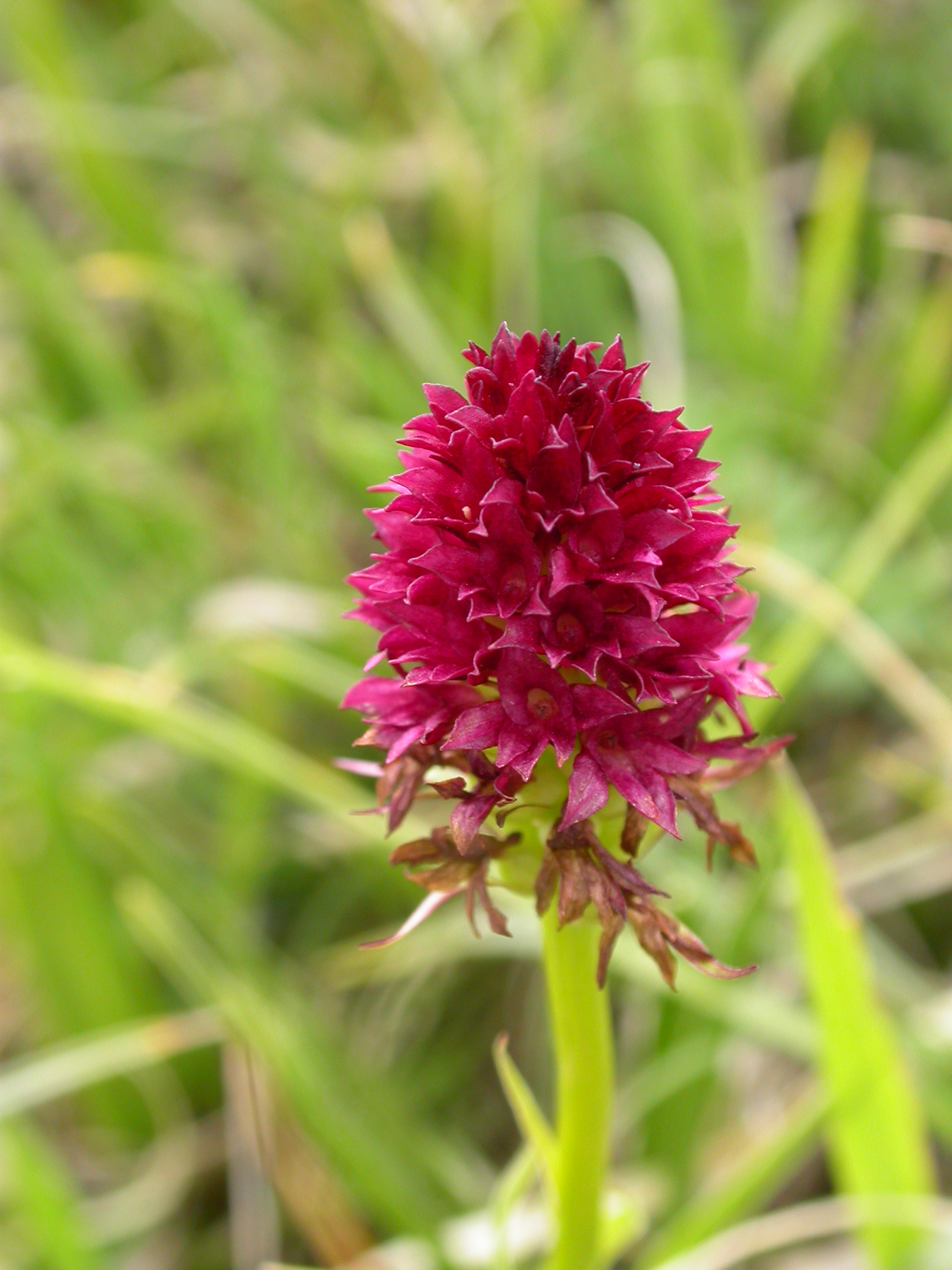
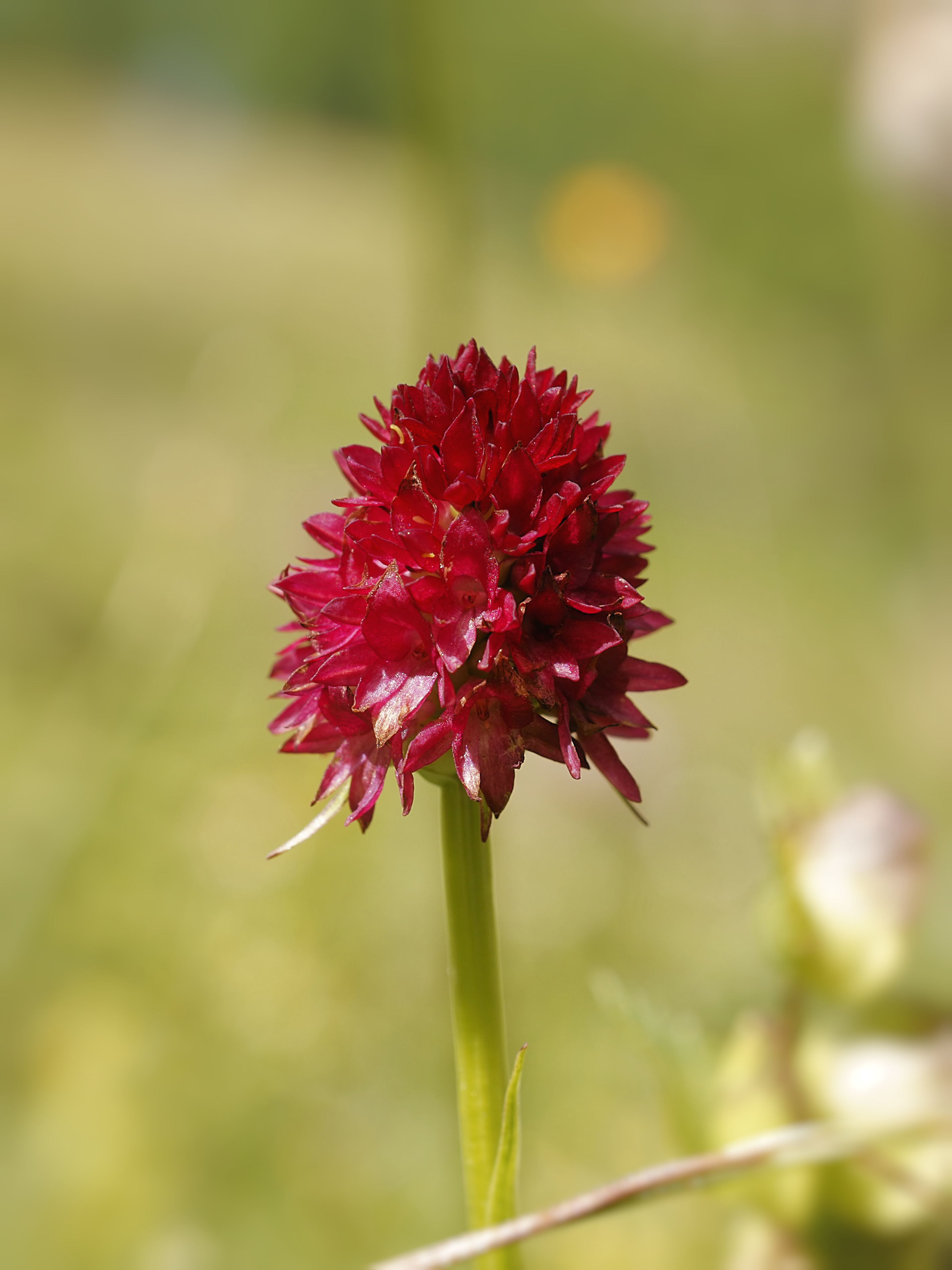
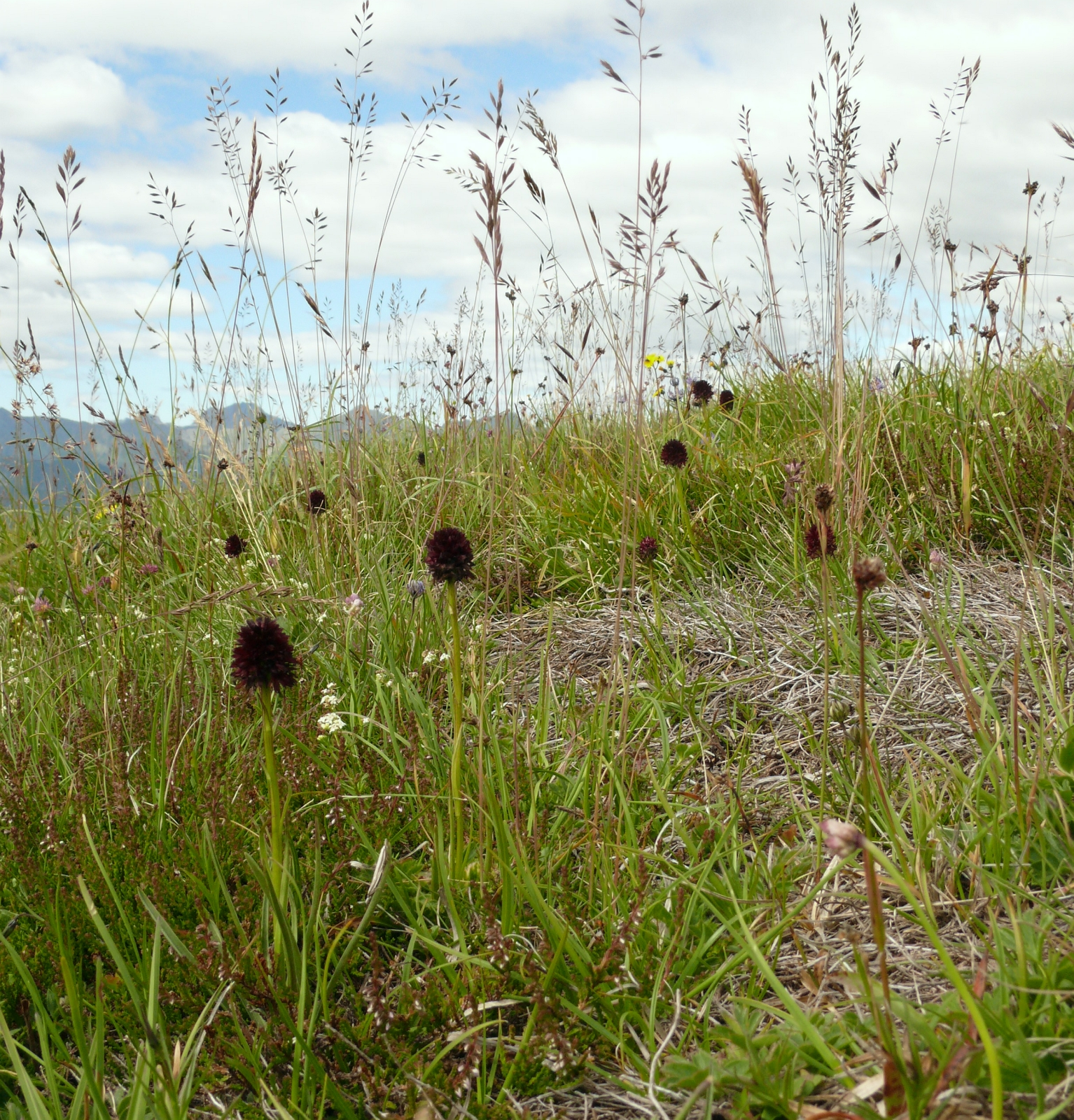
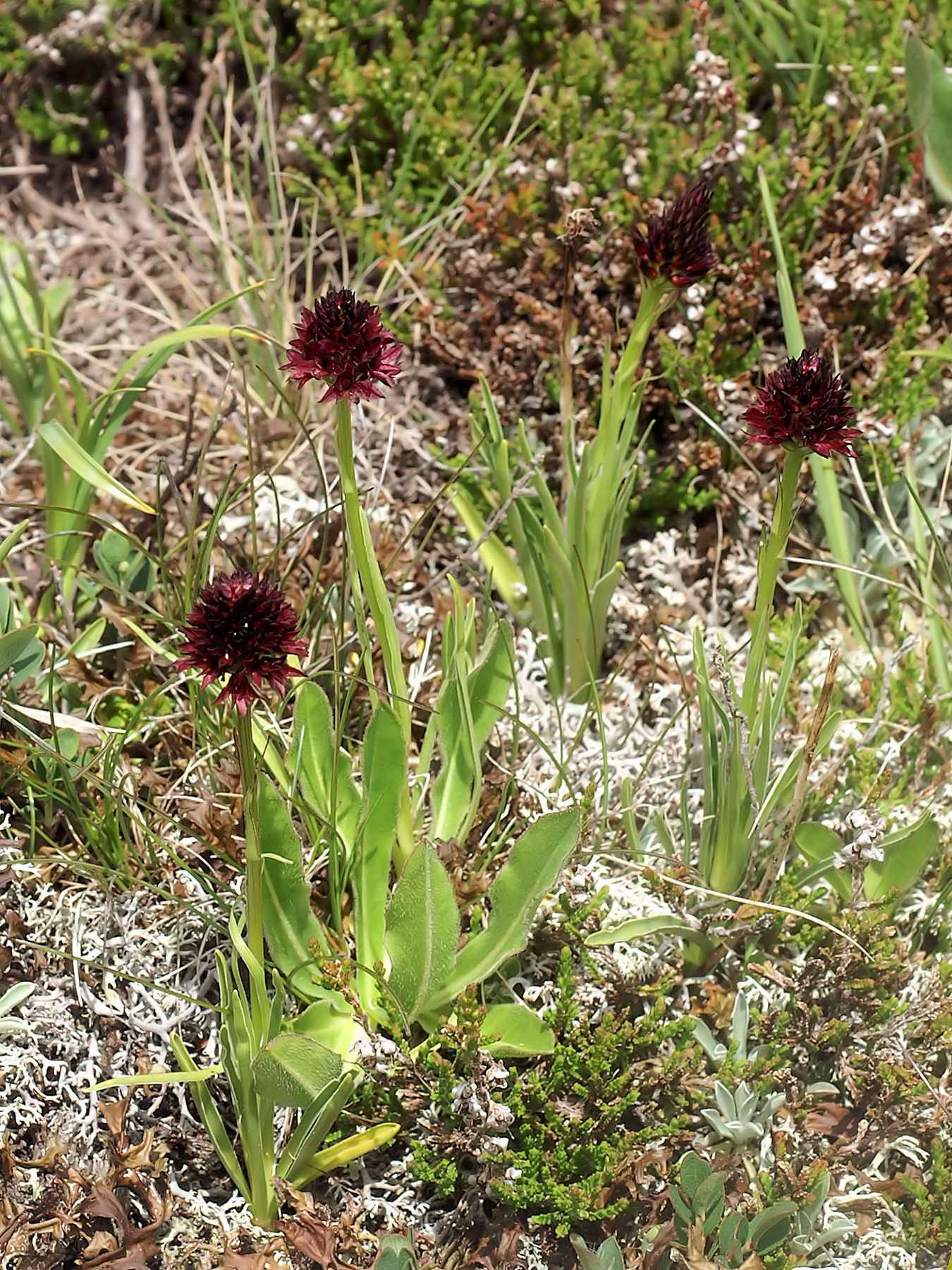
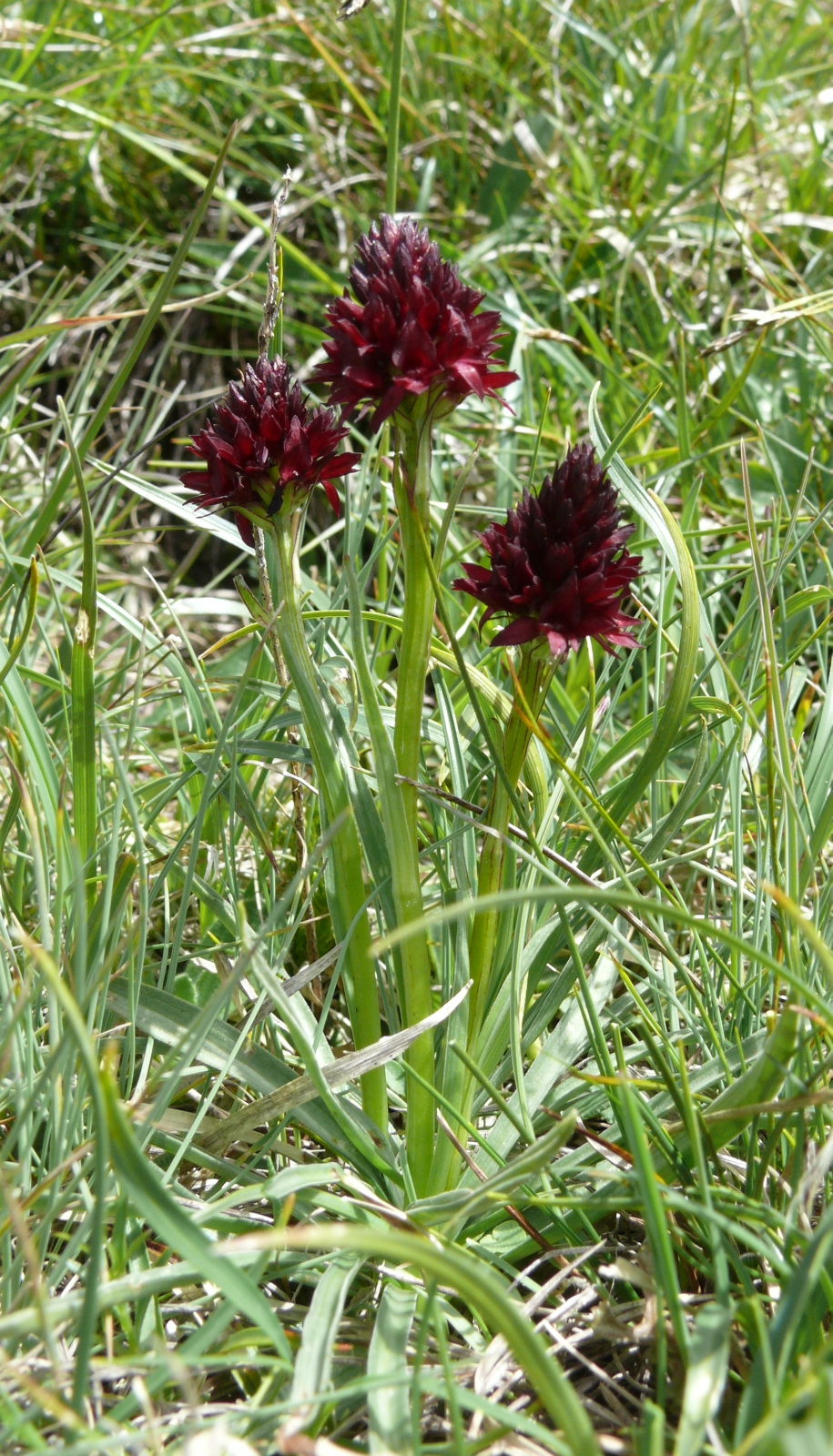